# Красноселье (Хойникский район)
Красноселье (бел. Краснаселле) — упразднённая деревня в Хойникском районе Гомельской области Беларуси. Входил в состав Стреличевского сельсовета.
На севере и востоке к деревне примыкает лес.
В связи с радиационным загрязнением после катастрофы на Чернобыльской АЭС (97 семей) переселены в чистые места, преимущественно в деревню Антоновка Жлобинского района.

## География

### Расположение
В 45 км на юго-запад от районного центра и железнодорожной станции Хойники (на ветке Василевичи — Хойники от линии Гомель — Калинковичи), в 148 км от Гомеля. Возле села, была паромная переправа на автотрассе Р33, которая вела из Коростеня в Речицу

### Гидрография
На западе пойма реки Припять.

## Транспортная сеть
Рядом автодорога Довляды — Хойники. Планировка состоит из коротких улиц широтной и меридиональной ориентаций, которые пересекаются и образуют кварталы. Жилые дома деревянные, усадебного типа.

## История
Обнаруженные археологами поселения (в 2 км на север от деревни), поселение (в 0,5- 1 км на северо-восток от центра деревни) и поселение (в 1,5 км на восток от деревни, в урочище Церковище) свидетельствуют о заселении этих мест с давних времён. Первоначально селение называлось Кузцовцы или Кузнецовцы (Кузнецовщина), "село Кузцовское" (1556 г.), а "люди кузцовские", принадлежавшие имению князя Дмитрия Любецкого и жены его Фенны, упомянуты в поданой в суд жалобе от 24 октября (3 ноября) 1550 г. Название "село Красносельское" или "Красноселе" получило при панах Харлинских; в выписке 1603 г. из гродских книг Киевского воеводства читаем: "...з именем его млсти п. Харлинского (Николая) Кузницовцами, новопрозываемым Красноселем..."; из подтвердительного листа короля Жигимонта Старога пану Семёну Полозовичу от 26 февраля 1509 г., однако, узнаём, что ещё "братъ нашъ... Александр, корол и великии князь, за его служъбу далъ ему две земли пустовъскии на Прыпяти у Белосороцкои волостъце Киевсъкого повету на имя Пилиповъщыну а Кузнецовъщыну", король же Аляксандр умер в 1506 г.; этот годом и уместно датировать наиболее раннее упоминание о селении, хоть на то время и находившемся в запустении.
Красноселье принадлежало тем же владельцам, что и Хойники с Остроглядами, т. е. Полозовичам, Любецким, Харлинским, Абрамовичу, Брозовскому, Шуйским и Прозорам. Именно у Красноселья высадились пришедшие с низовьев Припяти казаки полковника Ильи Голоты перед тем, как в ночь на 17 июня 1649 г. двинуться к обозу полка Владислава Валовича под Загальем.
После 2-го раздела Речи Посполитой (1793 год) в составе Российской империи. В 1879 году обозначена в числе селений Оревичского церковного прихода. Согласно переписи 1897 года действовал хлебозапасный магазин. Рядом находился одноимённый фольварк. В 1908 году в Дерновичской волости Речицкого уезда Минской губернии.
С 8 декабря 1926 года до 9 июня 1927 года центр Красносельского сельсовета Хойникского района Речицкого округа. Во время Великой Отечественной войны в мае 1943 года оккупанты сожгли 82 двора и убили 18 жителей (похоронены в могиле жертв фашизма в центре деревни). В 1941-43 годах около деревни погибли 3 советских солдата и 3 партизана (похоронены в братской могиле в центре). 50 жителей погибли на фронте. Согласно переписи 1959 года входила в состав совхоза «Оревичи» (центр — деревня Оревичи).

## Население

### Численность
- 2004 год — жителей нет.

### Динамика
- 1811 год — 19 дворов.
- 1850 год — 34 двора, 181 житель.
- 1897 год — 63 двора, 360 жителей (согласно переписи).
- 1908 год — 70 дворов, 451 житель.
- 1940 год — 110 дворов, 338 жителей.
- 1959 год — 375 жителей (согласно переписи).
- 2004 год — жителей нет.

## Достопримечательность
- Братская могила советских воинов, партизан и жертв фашизма, которые погибли 1941-1943 гг. Памятник расположен в центре деревни. Похоронено 3 солдата и 3 партизана, погибшие в 1940-1943 гг., и 20 мирных жителя, расстрелянных в июне 1943 г. В 1957 году на могиле установлен обелиск.